# Zmyślona Słupska
Zmyślona Słupska – wieś w Polsce położona w województwie wielkopolskim, w powiecie kępińskim, w gminie Łęka Opatowska.
Położona ok. 10 km na południowy wschód od Kępna, w pobliżu linii kolejowej Ostrów Wielkopolski – Kluczbork.
W skład wsi wchodzą dwie, mające zgodnie z rejestrem TERYT własne nazwy, części wsi: Chójki i Lisiny Słupskie.
W latach 1975–1998 miejscowość administracyjnie należała do województwa kaliskiego.